# جورج لورانس
جورج لورانس (بالإنجليزية: George Lawrence)‏ (14 سبتمبر 1962 في المملكة المتحدة - ) هو لاعب كرة قدم بريطاني في مركز الوسط. لعب مع أكسفورد يونايتد وروشدين ودايموندز ونادي بورتسموث ونادي بورنموث ونادي ساوثهامبتون ونادي ميلوول ونادي هيبرنيانز وMikkelin Palloilijat ‏ ونادي هدنسفورد تاون ونادي ويموث.

## وصلات خارجية
- جورج لورانس على موقع قاعدة بيانات كرة القدم.إي يو (الإنجليزية)